# Woda kwasowęglowa
Woda kwasowęglowa – rodzaj wody podziemnej typu akratopegi nasyconej CO
2 w stężeniu 250–1000 mg/dm³ (wody o wyższym stężeniu CO
2 to szczawy). W polskich Karpatach szczawy i wody kwasowęglowe zostały stwierdzone w 73 źródłach i 153 odwiertach w 25 lokalizacjach, głównie w dolinie Popradu, a także w okolicach Szczawy, Krościenka i Szczawnicy, Wysowej, Iwonicza i Rymanowa oraz Rabego. Z powodu obecności CO
2 intensywnie rozpuszczają one skały, w których się znajdują. Ich mineralizacja wynosi do 30 g/l i jest większa w złożach głębszych niż w płytszych. 